# Prima battaglia del Piave
La prima battaglia del Piave, detta anche prima battaglia del monte Grappa o battaglia d'arresto (concetto che abbraccia anche i combattimenti sugli Altipiani),  si svolse durante la prima guerra mondiale (nel novembre 1917) al confine tra Trentino e Veneto, tra il Regio Esercito italiano da una parte e le forze dell'Impero tedesco e dell'Impero austro-ungarico dall'altra.
Le truppe italiane, credute vinte e moralmente distrutte anche dagli stessi vertici militari dopo la battaglia di Caporetto, opposero invece una tenace resistenza nei dintorni del monte Grappa tra le rive del Brenta e del Piave, permettendo così alla linea difensiva impostata lungo quest'ultimo fiume di continuare a resistere all'offensiva nemica, che dovette pertanto ridimensionarsi alla guerra di trincea.

## Nozioni geografiche
Situata nei pressi del confine tra Veneto e Trentino, la linea di difesa italiana in cui avvennero gli scontri andava, da ovest a est, dal fiume Brenta, passando per il col Moschin, monte Grappa, monte Tomba e Monfenera, al Piave, protraendosi verso nord includendo i monti Fontana Secca, Prassolan, Roncone e Tomatico, tutte alture delle Prealpi Bellunesi.

## Premesse

### La ritirata dal Cadore
La 4ª Armata nell'ottobre 1917 era composta da 8 343 ufficiali e 219 694 soldati che, quando si scatenò la battaglia di Caporetto ad est, vennero attaccati da truppe austro-ungariche e tedesche che cercavano di distogliere l'attenzione dei vertici militari italiani dal vero attacco. Il 27 ottobre Luigi Cadorna ordinò di iniziare la ritirata e si ripeté quattro giorni dopo quando vide che le operazioni di sgombero procedevano con troppa lentezza: Mario Nicolis di Robilant infatti, capo della 4ª Armata, credeva di poter resistere alla manovra di accerchiamento proveniente dalla zona di Caporetto condotta dalle forze nemiche, e solo il 31 ottobre, appunto, dietro l'insistente pressione del suo superiore Cadorna, ordinò la ritirata vera e propria, che prima si era limitata a qualche piccolo spostamento.
Il 1º novembre 1917 la 10ª Armata del generale austro-ungarico Alexander von Krobatin iniziò ad attaccare i fanti italiani in ritirata che ora versavano in una vera e propria crisi, con le strade intasate dai profughi e dalle artiglierie e con il nemico che procedeva sempre più spedito occupando il 5 novembre Cortina d'Ampezzo. Il 6 e il 7 novembre si verificarono violenti scontri attorno a Lorenzago di Cadore che solo alcuni soldati italiani riuscirono a raggiungere rompendo un primo tentativo di accerchiamento nemico. La situazione per la 4ª Armata era diventata molto grave e nemmeno la distruzione di alcuni ponti sul Boite e a Perarolo di Cadore impedì agli austriaci di completare la conquista del Cadore il 9 novembre.
La 4ª Armata contò 11 500 prigionieri a causa del ritardo del suo comandante nell'ordinare la ritirata, ma nonostante tutto un cospicuo numero di soldati riuscì a rischierarsi nel complesso montuoso del monte Grappa dopo una ritirata di 80 km. Armando Diaz, nuovo capo del Regio Esercito al posto di Cadorna dal 9 novembre, ordinò subito di stendere una linea difensiva avanzata che comprendesse i monti Roncone e Tomático, ma le perplessità dei comandanti della 1ª e 4ª Armata circa il mantenimento di tali posizioni indusse Diaz a designare di seconda priorità l'occupazione dei due monti, che venne comunque effettuata.

## Storia

### Gli scontri iniziali
Una volta spezzata la linea italiana a Plezzo (nell'ambito della battaglia di Caporetto) il gruppo d'attacco del General der Infanterie Alfred Krauß si diresse, per ordine di Otto von Below, verso il complesso del monte Grappa forte di tre divisioni di fanteria austro-ungarica (la 3ª Edelweiss, la 22ª Schützen e la 55ª) e della Divisione Jäger tedesca.

Il 13 novembre 1917 Krauß divise le sue forze in due gruppi al comando di von Alpenbach e Schwarzemberg con l'intento di raggiungere Bassano del Grappa e Pederobba, ma l'attacco venne fermato da un'accanita resistenza sui monti Roncone, Peurna, Arvenis e Tomático ad opera di otto battaglioni di alpini. Alla fine del 14 novembre le truppe attaccanti (in totale 17 battaglioni) avevano conseguito la conquista del monte Peurna ed erano avanzate di 3 km nella riva destra del Piave, subendo però gravi perdite e catturando pochi prigionieri.
Il 15 novembre il Regio Esercito si vide attaccato da forze ben più consistenti dei giorni precedenti e fu costretto a cedere le postazioni avanzate del Roncone e del Tomático, il Cismon e il Monte Santo, ripiegando nella nuova linea difensiva che andava da Cismon del Grappa, passando per i monti Prassolan, Prai, Casonet, Orso, Solarolo e Fontana Secca, fino al fiume Piave. La ritirata non fu indolore e molti reparti subirono ingenti perdite, come nel caso del battaglione alpini Val Tagliamento, ridotto a 200 effettivi, e del 62º battaglione bersaglieri, che perse metà degli uomini. L'avanzata di von Below comunque subì una battuta d'arresto ai piedi del Prassolan, tenacemente difeso dal 149º Reggimento della Brigata fanteria "Trapani" (reparto precedentemente punito per codardia nel corso della decima battaglia dell'Isonzo) e lungo il Piave.
Nella mattina del giorno successivo il generale Krauß fu dell'idea di proseguire gli attacchi: egli pertanto ne ordinò tre contemporaneamente condotti verso i settori occidentale, centrale e orientale nemici. Se il primo di questi fallì nei pressi di Collicello, nel settore centro venne tolta agli italiani parte del Prassolan e in quello orientale circa una ventina di battaglioni si impossessarono del Cornella e di Quero (raggiunta la mattina del 17 novembre), facendo circa 2 400 prigionieri. Il resto del giorno proseguì tranquillo data la necessità austro-ungarico-tedesca di riorganizzarsi in vista di ulteriori attacchi.

### La prosecuzione dei combattimenti
Il 17 novembre giunse a supporto degli italiani il 264º Reggimento della Brigata Gaeta, distrutto e ricostituito varie volte ricorrendo infine ai ragazzi del '99, e il giorno successivo ripresero i combattimenti attorno al monte Pertica, difeso efficacemente dal Regio Esercito, contro il Monfenera, parte del quale venne conquistato dalla Jäger, sul monte Tomba, attaccato varie volte senza successo, e ad Alano di Piave, persa dal XVIII Corpo d'armata italiano le cui perdite vennero sopperite dalle brigate Re e Massa Carrara arrivate lo stesso giorno. Queste truppe, a cui si aggiunsero nel corso del tempo la Brigata Messina e i battaglioni Val d'Adige e Morbegno del X Gruppo alpini, in parte provenivano dalla sconfitta 2ª Armata del tenente generale Luigi Capello, cosicché le forze italiane sul Grappa risultarono formate per circa la metà da "fuggitivi" e "codardi" secondo le parole del loro ex comandante. Di Robilant, che poteva avvalersi anche del II Gruppo aereo (poi 2º Gruppo), il VI Gruppo (poi 6º Gruppo caccia) e XII Gruppo (poi 12º Gruppo caccia) e della Strada Cadorna (una strada lunga circa 25 km che va da Bassano del Grappa all'omonimo monte, utilissima per il rifornimento di viveri e munizioni), rischiererà così le sue unità:
- XXVII Corpo d'Armata
  - 51ª divisione sull'Asolone
  - 15ª divisione sul Grappa
  - 23ª divisione di riserva
- XVIII Corpo d'Armata
  - 56ª divisione sullo Spinoncia
  - 24ª divisione a monte Pallone
- IX Corpo d'Armata
  - 17ª e 18ª divisione attorno a Monte Tomba
- VI Corpo d'Armata a riserva con la 66ª e 67ª divisione

Otto von Below, consapevole di dover fare in fretta per restituire uomini al fronte occidentale, radunò le sue forze (portate a poco più di cinque divisioni con l'arrivo della 94ª divisione, di parte della 50ª e dell'Alpenkorps) in tre gruppi d'attacco ordinando loro di raggiungere la pianura oltre il monte Grappa.
Il 20 novembre iniziò l'attacco che riuscì solamente a conquistare un villaggio nei pressi di Alano di Piave. Il giorno successivo i soldati degli imperatori Carlo I d'Austria e Guglielmo II di Germania si avvicinarono al col dell'Orso, occuparono parte del monte Spinoncia, l'intero Fontana Secca, parte del Monfenera e il monte Tomba, teatro di continui contrattacchi di entrambi gli schieramenti per tutta la giornata. Il 23 novembre ci furono scontri al monte Pertica, difeso da nove battaglioni italiani e passato di mano varie volte per venire infine abbandonato dal Regio Esercito, sullo Spinoncia, dove il battaglione da montagna Württemberg, protagonista di molte audaci azioni nel corso della battaglia di Caporetto e in cui militava anche il Leutnant Erwin Rommel, subì gravi perdite senza riuscire nella sua conquista. Il giorno 24 gli austro-ungarici presero possesso di una cima dei Solaroli e Rommel, ottenuto il permesso dal suo comandante Theodor Sprösser, provò a raggiungere il monte Grappa ma sbagliò strada ritrovandosi alla fine della giornata da tutt'altra parte; il giorno dopo il battaglione venne ritirato dal fronte mentre si riaccendevano i combattimenti a col dell'Orso, sul Monfenera, difeso tenacemente dal battaglione alpini Val Cordevole, e a Col della Berretta, dove il 26 fallì l'ultimo sfortunato attacco di 15 battaglioni austro-ungarico-tedeschi, respinti dai 12 battaglioni italiani posti a difesa del monte.

### Sull'Altipiano
La battaglia d'arresto riguardò  anche l'Altipiano dei Sette Comuni, dove accaniti scontri che si ebbero dall'11 al 23 novembre. Un estremo tentativo di sfondare avvenne il 22 novembre alla presenza dell’imperatore Carlo d'Austria, ma fu respinto. Il giorno dopo l'alto comando austroungarico ordinò la sospensione degli attacchi. I combattimenti in questo settore riprenderanno poi nel dicembre-gennaio con battaglie sulle Melette e sui Tre Monti.

## Cause della vittoria italiana
(Gaetano Giardino)
Il Comando Supremo Militare Italiano, dal quale dipendevano il Raggruppamento Squadriglie, Comando Supremo con il IV Gruppo e XIV Gruppo ed i reparti a disposizione del Comando Supremo con il X Gruppo (poi 10º Gruppo), venne quasi sorpreso dalla tenacia e dal valore delle truppe della 4ª Armata, su cui non faceva affidamento, dando anzi per scontato il fatto che l'attaccante von Below avrebbe presto fatto comparsa nella pianura veneta. Per sapere come queste truppe stavano reagendo agli eventi si decise di inviare alcuni carabinieri travestiti da semplici soldati, ma non si riuscì a estrapolare molto dai "veri militari", perciò il Sottocapo di Stato Maggiore Gaetano Giardino trasse la conclusione sopracitata all'inizio di questo paragrafo.
La prima battaglia del Piave fu anche l'unica battaglia di difesa elastica che si svolse nel fronte italiano durante la prima guerra mondiale, caratterizzata da pronti e organizzati contrattacchi del Regio Esercito che aveva deciso di concedere più autonomia agli ufficiali sul campo, con conseguente aumento del morale generale. Altro fenomeno che concorse alla vittoria difensiva va ricercato nel fatto che il Comando Supremo si limitò al ruolo di "osservatore" riducendo al minimo la sua influenza con circolari e ordini rivolti alla 4ª Armata, cosicché venne eliminato il disastroso fenomeno di "burocratizzazione" che fu una delle cause della sconfitta di Caporetto.
Da parte avversaria, il Capo di Stato Maggiore della XIV Armata austro-tedesca, Konrad Krafft von Dellmensingen, ebbe a dire: